# Geist zu Wildegg

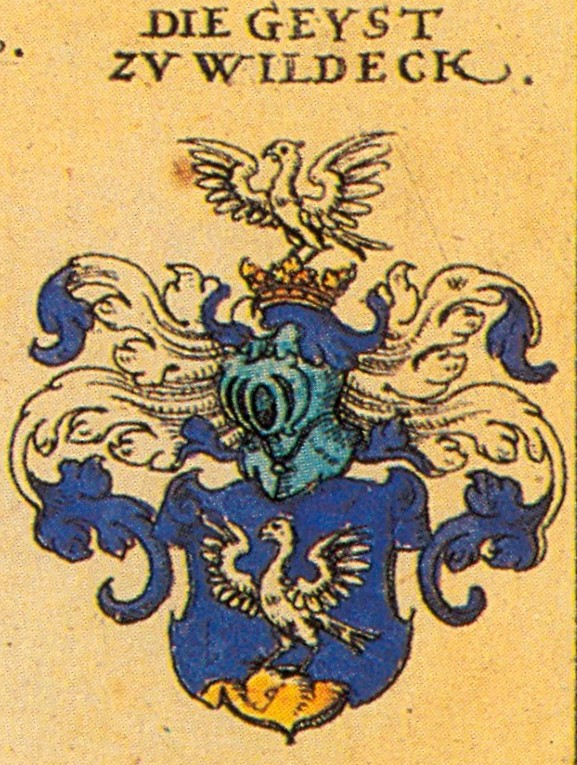
Wappen der Geist zu Wildegg (Siebmacher (1605))

Geist zu Wildegg (zuvor auch Gaist, Geyst, Geist, Geist von und zu Wildeck o. ä.) ist der Name eines schwäbischen Adelsgeschlechts.

## Geschichte
Das Geschlecht erscheint erstmals im 14. Jahrhundert, als Johann Gaist 1342 aus Konstanz fortzog. Von Magdalena Geist, Witwe des Conrad Boller, fiel das halbe Dorf Kappel an Jerg von Scheuringen. Hans Christoph Gaist, Sohn von Johann und Agathe von Schwarzach, kaufte 1563 das Schloss Wildeck, ein Lehen der Grafen von Sulz, für 7000 fl. Am 26. Juli 1584 wurde derselbe unter Besserung seines Wappens mit dem Prädikat „von und zu Wildeckh“ in den Adelsstand erhoben. Er lebte noch 1590. Seine Witwe Sophia Spreter von Kreidenstein († 1606) wurde in der Heiligkreuzkirche in Rottweil beigesetzt. Sein Sohn Johann Konrad wurde 1627 in die adelige Gesellschaft des Esels in Ravensburg aufgenommen und war mit Maria, Tochter des Michael Moeckh, Ravensburger Bürgermeister, verheiratet, mit der er einen Sohn Ferdinand hatte. Letzterer lebte 1654 in Ravensburg und war 1663 dort Geheimer Rat und Stadtammann. Er war mit Anna (oder Maria) Barbara Pappus von Tratzberg verheiratet. 1641 verkauften die Vormünder von Ferdinands Kindern das Schluss Wildeck für 10.000 fl. an Marquard Spreter von Kreidenstein. Der promovierte Konrad Ferdinand Geist von Wildegg (1662–1722), Sohn von Ferdinand Geist und Barbara Pappus von Tratzberg, war ab 1692 Generalvikar und ab 1693 Weihbischof in Konstanz.
Am 21. August 1692 wurde Andre Ferdinand Geist von und zu Wildegg unter Bestätigung seines Adels und Besserung seines Wappens, zur Unterscheidung von anderen Linien seines Geschlechts, als „von Geist zu Wildegg“ von Kaiser Leopold I. in Wien in den rittermäßigen Adelsstand erhoben. Seine Söhne waren Johann Andreas und Joseph Anton, der mit Maria Anna Franziska Schlay verheiratet war. Ihre Tochter Maria Sidonie, Gemahlin des Joseph Andreas von Buol zu Mühlingen, lebte 1723. Johann Joachim Ferdinand von Geist zu Wildegg, geistlicher Rat und Vogt zu Überlingen, war 1723 mit Maria Anna Franziska Schatz von Liebenfeld verheiratet.

## Persönlichkeiten
- Andreas Geist von Wildeck († 1637), 1630–1632 und 1634–1637 Abt des Klosters Hirsau
- Anton Gaist von Wildegg, nach 1660 Ratsherr zu Ravensburg und Bewohner des späteren Museums Ravensburger
- Konrad Ferdinand Geist von Wildegg (1662–1722), 1693–1722 Weihbischof im Bistum Konstanz

## Wappen
- Blasonierung des Stammwappens: In Blau eine rot bewehrte, auffliegende silberne Taube mit goldenem Heiligenschein. Auf dem gekrönten Helm die Taube. Die Helmdecken sind blau-silbern.[1]
- Blasonierung des Wappens von 1584: In Blau eine rot bewehrte Taube mit goldenem Heiligenschein auf einem goldenen Dreiberg stehend. Auf dem gekrönten Helm die Taube. Die Helmdecken sind blau-golden und blau-silbern.[1]
- Blasonierung des Wappens von 1692: In einer aufsteigenden Spitze der Schild wie 1584; vorn in Silber schrägrechts gestellt ein halber schwarzer Adler gegen ein halbes goldenes Kreuz gelehnt; hinten in Schwarz ein silberner Balken, darin ein rotes Dreieck. Auf dem gekrönten Helm die Taube, deren Flügel mit je einem roten Dreieck belegt sind. Die Helmdecken sind blau-golden und blau-silbern.[1]

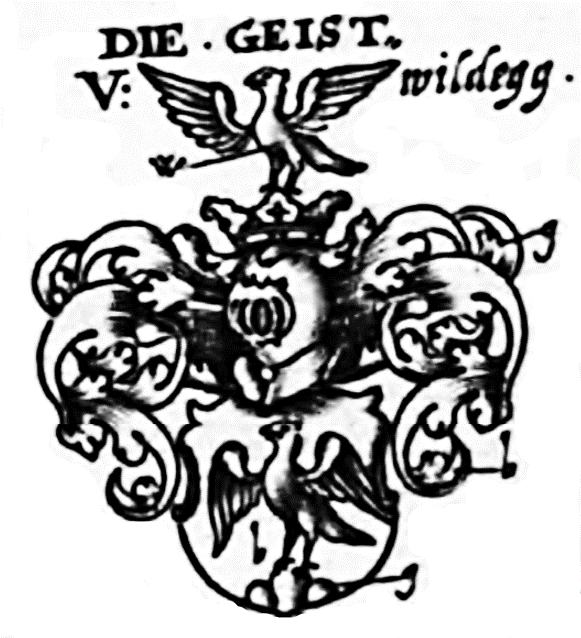
Wappen der Geist (Siebmacher (1772))
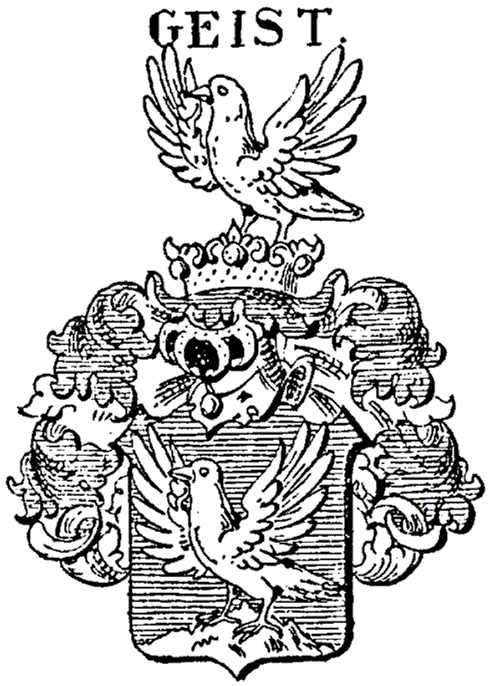
Wappen der Geist (Siebmacher (1906))
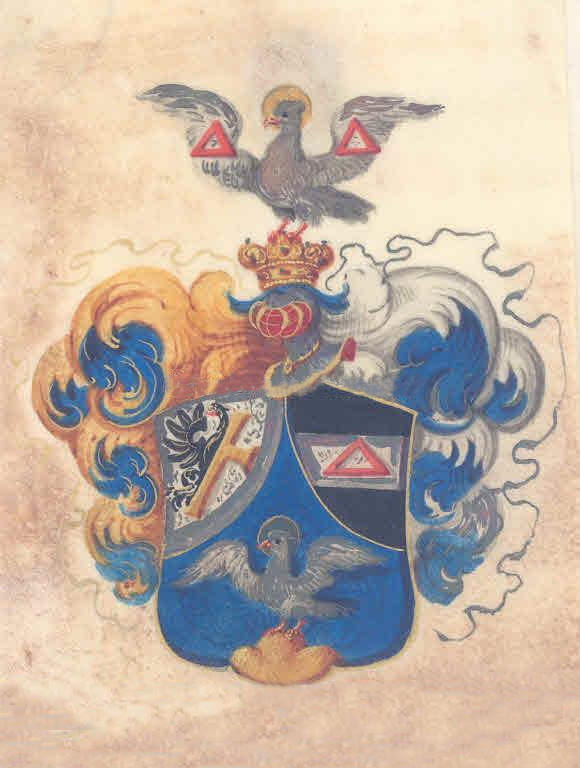
Wappen Andreas Ferdinand von Geist zu Wildegg (1692)
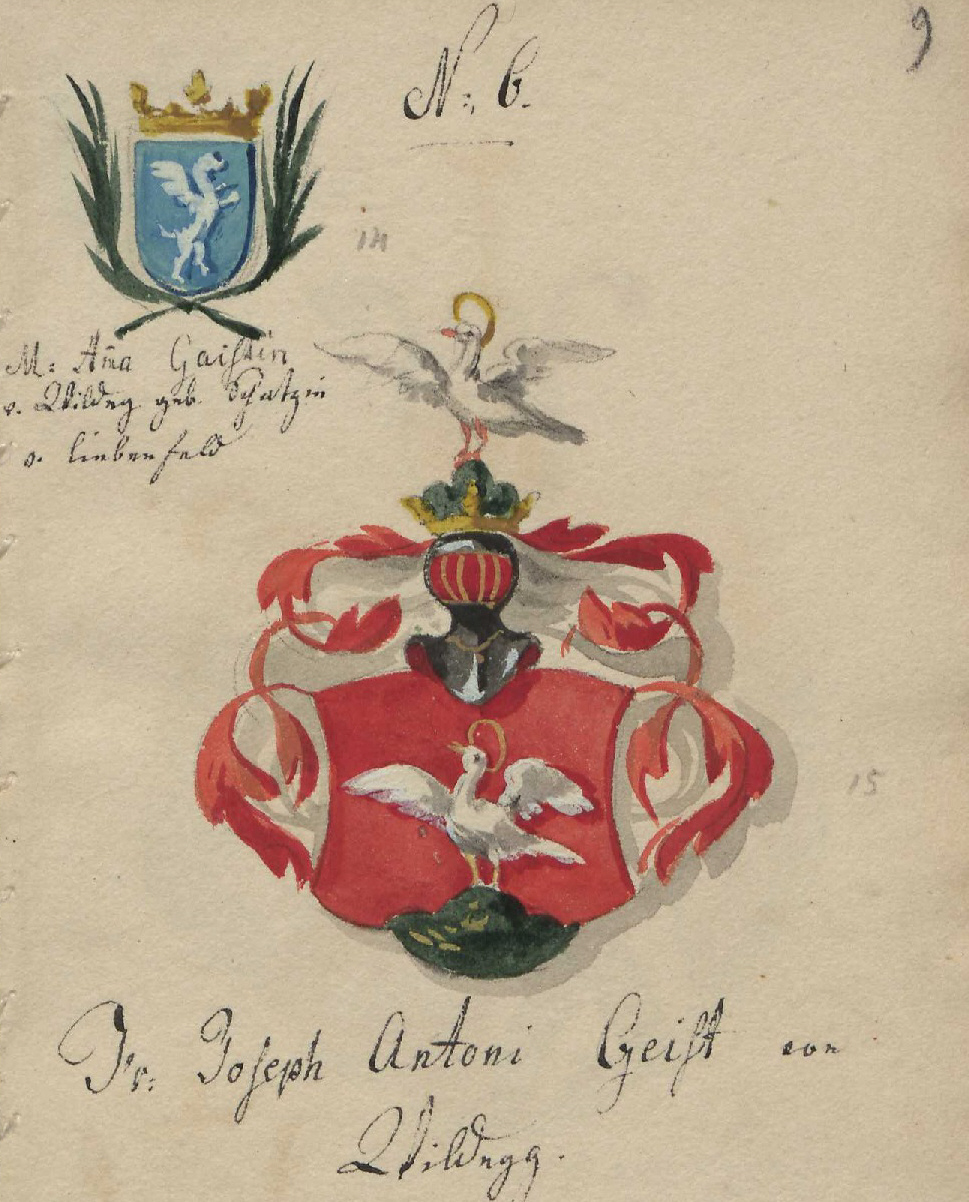
Wappen des Joseph Anton Geist von Wildegg (zwischen 1738 und 1780)